# Piercia discolorata
Piercia discolorata là một loài bướm đêm trong họ Geometridae.